# Sólyom (családnév)
Az Sólyom régi  magyar családnév.

## Híres Sólyom nevű személyek
- Sólyom András (1951–) magyar film- és tv-rendező
- Sólyom C. Lajos (1836–1913) a Habsburg Birodalom magyar katonája, amerikai emigrációban amerikai szabadságharcos, majd nyelvtudós, fordító, a washingtoni Kongresszusi Könyvtár hivatalnoka (1868–1913).
- Sólyom Ildikó (1940) magyar színésznő
- Sólyom Janka (1902–1972) magyar színésznő, megzenésített költemények előadója, sanzonénekes.
- Sólyom Márk (1983–)  magyar történész, tankönyvszerző, egyetemi docens, az MTA köztestületének tagja
- Sólyom-Nagy Máté (1977–) magyar operaénekes (bariton)
- Sólyom-Nagy Sándor (1941–2020) magyar operaénekes (bariton)